# Jaguar R1
El Jaguar R1 era el chasis con el que el equipo Jaguar de Fórmula 1 compitió en la temporada 2000 de Fórmula 1, y el primer Jaguar que compitió en la historia de este deporte, después de que Ford comprara el equipo de Jackie Stewart el año anterior.
Se comprobó que el coche de lejos era una decepción, a pesar de todas las promesas y alabanzas a principio de temporada. Se vio claramente que el coche era difícil de conducir y tenía numerosos fallos en la caja de cambios. Eddie Irvine el subcampeón de la temporada 1999 de Fórmula 1, solo pudo conseguir 4 puntos, situando al equipo en el noveno lugar del mundial de constructores.
El R1 era el último coche de Fórmula 1 en el que compitió Johnny Herbert; el experimentado inglés se retiró al final de la temporada. También era el coche en el que Luciano Burti hizo su debut.

## Resultados

### Fórmula 1
(Clave) (negrita indica pole position) (cursiva indica vuelta rápida)

| Año     | Motor        | Neu. | N.º | Pilotos        | 1   | 2   | 3   | 4   | 5   | 6   | 7   | 8   | 9   | 10  | 11  | 12  | 13  | 14  | 15  | 16  | 17  | Puntos | Pos. |
| ------- | ------------ | ---- | --- | -------------- | --- | --- | --- | --- | --- | --- | --- | --- | --- | --- | --- | --- | --- | --- | --- | --- | --- | ------ | ---- |
| 2000    | Cosworth V10 | B    |     |                | AUS | BRA | SMR | GBR | ESP | EUR | MON | CAN | FRA | AUT | GER | HUN | BEL | ITA | USA | JPN | MAL | 4      | 9.º  |
| 2000    | Cosworth V10 | B    | 7   | Eddie Irvine   | Ret | Ret | 7   | 13  | 11  | Ret | 4   | 13  | 13  | PO  | 10  | 8   | 10  | Ret | 7   | 8   | 6   | 4      | 9.º  |
| 2000    | Cosworth V10 | B    | 7   | Luciano Burti  |     |     |     |     |     |     |     |     |     | 11  |     |     |     |     |     |     |     | 4      | 9.º  |
| 2000    | Cosworth V10 | B    | 8   | Johnny Herbert | Ret | Ret | 10  | 12  | 13  | 11  | 9   | Ret | Ret | 7   | Ret | Ret | 8   | Ret | 11  | 7   | Ret | 4      | 9.º  |
| Fuente: |              |      |     |                |     |     |     |     |     |     |     |     |     |     |     |     |     |     |     |     |     |        |      |